# Cultura de Singapur
La cultura de Singapur encarna los elementos artísticos, culinarios, literarios, musicales, políticos y sociales que son representativos de Singapur y los singapurenses. Como la ciudad-estado se encuentra en la encrucijada de varias culturas asiáticas importantes, su cultura central consiste en una combinación de influencias del este de Asia, los malayos, los pueblos austronesios, Asia del Sur y Eurasia. El Singapur contemporáneo también fue influenciado por la cultura europea, principalmente por los británicos, por lo que fue apodado como un país donde "Oriente se encuentra con Occidente", la "Puerta de entrada a Asia" y una "Ciudad Jardín".
En Singapur también se utilizan multitud de idiomas, lo que refleja su rica diversidad lingüística. Dos de los principales idiomas de la región, el malayo, el idioma de los pueblos indígenas, y el chino mandarín, son idiomas oficiales de Singapur, junto con el tamil, hablado por una minoría de hablantes de la India. El inglés, el idioma principal de facto, también fue elegido como lengua franca entre singapurenses de diferentes orígenes y razas, siendo este un legado de su pasado colonial. Históricamente, chino min an fue ampliamente utilizado como lengua étnica entre los diferentes dialectos chinos, así como para las otras razas para comunicarse con los chinos, aunque el cantonés, el hainanés y el teochew también se utilizaron en menor medida en Singapur. Sin embargo, estos dialectos fueron reemplazados gradualmente por el mandarín, ya que el gobierno lo veía como una forma de mantener un vínculo con la cultura de china. Como Singapur estuvo bajo el dominio japonés durante la Segunda Guerra Mundial, algunos singapurenses, especialmente de las generaciones anteriores, pueden comunicarse de forma nativa en japonés, aunque ese número está disminuyendo.
Como resultado, los singapurenses son al menos bilingües o, a veces, incluso trilingües, ya que el gobierno también ha fomentado una política de educación de idiomas que promueve un sistema de aprendizaje de dos idiomas. El aprendizaje de un segundo idioma es obligatorio en las escuelas primarias desde 1960 y en las escuelas secundarias desde 1966. Además, el uso generalizado del singlés en situaciones informales entre los singapurenses, una variedad de inglés hablado en Singapur que consta de muchos de los diferentes idiomas descritos anteriormente, se asocia comúnmente con el país y se considera un aspecto único de la cultura singapurense.
La cultura indígena de Singapur se origina principalmente en los pueblos austronesios que llegaron de la isla de Taiwán, que se establecieron entre 1500 y 1000 a. C., y que entonces se conocía como Temasek. La leyenda de un príncipe de Srivijayan llamado Sang Nila Utama, quien se cree que fundó el Reino de Singapur, ha sido considerada la génesis de su historia moderna. Singapur estuvo influido durante la Edad Media principalmente por múltiples dinastías chinas como la Ming y la Qing, así como por otros países asiáticos, como el Reino de Ayutthaya, el Imperio Majapahit, la dinastía Joseon, el shogunato Tokugawa y el subsiguiente Imperio Japonés, como por el Reino de Ryukyu. En la historia casi contemporánea, Singapur también fue influenciado por los países occidentales. La influencia, la absorción y la selección repetidas de diversas formas se han sumado al desarrollo de una cultura única que es distinta de sus países vecinos.

## Historia
La historia de Singapur se remonta al menos al siglo III. En ese momento, era un estado vasallo de varios imperios antes de ser restablecido y rebautizado por Sang Nila Utama. La isla estuvo gobernada por varios reinos hasta 1819, cuando los británicos llegaron a la isla y establecieron un puerto y por lo tanto una colonia de la corona. Durante el dominio británico, el puerto de Singapur creció y muchos inmigrantes de toda Asia se trasladaron a la colonia. Sin embargo, Singapur, así como la mayor parte del este y sudeste de Asia, fueron invadidos entre 1941 y 1942 y pronto quedaron bajo la ocupación japonesa durante la Segunda Guerra Mundial. Una vez concluida la guerra, Singapur se auto gobernó antes de unirse a la Federación de Malasia. Sin embargo, las diferencias entre muchas políticas gubernamentales entre el gobierno central y el gobierno del estado de Singapur, así como las tensiones étnicas, llevaron a su expulsión, y Singapur se independizó el 9 de agosto de 1965.
A partir de 2020, tiene una población diversa de más de 5,5 millones de personas que se componen de chinos, malayos, indios y euroasiáticos (además de otros grupos mixtos) y asiáticos de diferentes orígenes, como los japoneses y coreanos, también como el pueblo Peranakan, descendientes de inmigrantes chinos con herencia Malasia o Indonesia.

## Carácter nacional

### Actitudes hacia el gobierno

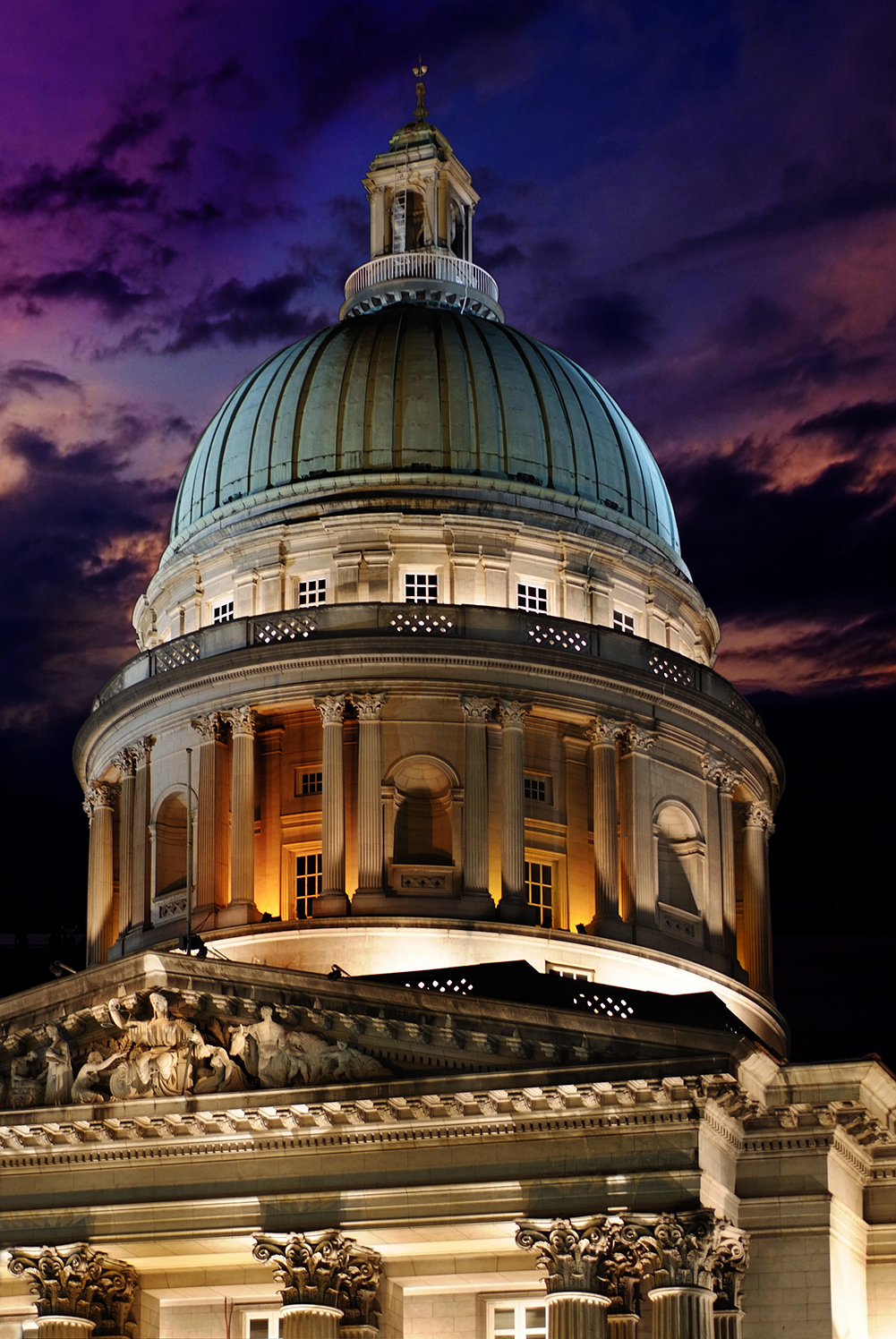
Antiguo edificio de la Corte Suprema, Singapur

En general, los singapurenses tienen fe en su sistema político. Singapur ha sido ampliamente reconocido por tener niveles muy bajos de corrupción y una alta calidad de vida, y el apoyo general y la confianza para el gobierno entre los independientes e incluso algunos políticos de la oposición desde la independencia sigue siendo excepcionalmente relativamente alto para los estándares internacionales.
El Frente Laboral, que fue el predecesor del partido de oposición más grande en la actualidad, el Partido de los Trabajadores (WP), fue fundamental para llevar a Singapur hacia el autogobierno y la independencia final. Sin embargo, la relativa longevidad y el apoyo del partido gobernante del país después de 1965, el Partido Acción Popular (PAP), generalmente se puede explicar por el liderazgo de su primer primer ministro Lee Kuan Yew, quien dirigió el país durante 31 años. Durante su mandato, Singapur en solo unas pocas décadas se ha transformado de una sociedad agraria relativamente subdesarrollada y empobrecida en la nación más desarrollada de Asia y una de las más ricas, como centro de aviación, banca internacional, negocios, turismo y transporte marítimo. Posteriormente, Singapur también ha sido calificado como uno de los Cuatro tigres asiáticos y continúa experimentando un crecimiento estable, con un PIB per cápita más alto muy por encima de los otros Tigres asiáticos de Hong Kong, Corea del Sur y Taiwán, así como de Asia-Pacífico en general, incluido Japón.
Esto ha llevado a muchos singapurenses a considerar favorablemente a Lee y su legado, que a su vez tiende a obtener apoyo para el partido que había fundado incluso mucho después de su dimisión. Cuando Lee murió en 2015, las elecciones generales celebradas más tarde ese año le dieron al PAP casi el 70 % del voto popular y 83 de los 89 escaños parlamentarios, una victoria aplastante.

### Meritocracia
"El sistema de meritocracia en Singapur garantiza que se aliente a los mejores y más brillantes, independientemente de su raza, religión y origen socio económico, a desarrollar su máximo potencial. Todos tienen acceso a la educación, que los equipa con habilidades y conocimientos para obtener un vivir mejor ". De hecho, la Educación en Singapur garantiza que la educación primaria sea obligatoria para todos los niños de 7 a 16 años. Los padres deben solicitar exenciones al Ministerio de Educación de Singapur para excusar a sus hijos bajo esta regla obligatoria con razonamientos válidos.
El sistema educativo de Singapur ha sido descrito como "líder en el mundo". Según PISA, un influyente estudio mundial sobre sistemas educativos, Singapur tiene el desempeño más alto en educación internacional y encabeza la clasificación mundial. En enero de 2020, los estudiantes de Singapur representaron la mitad de los puntajes perfectos en los exámenes del IB en todo el mundo.

### Cultura escolar intensiva
Singapur, al igual que sus vecinos en el este de Asia, es bien conocido por sus escuelas intensivas, y literalmente significa "clase de recuperación" o "clase de recuperación" o para aprender clases más avanzadas. La mayoría de los estudiantes de todas las razas asisten a algún tipo de escuela intensiva, ya sea en matemáticas, informática, otros idiomas extranjeros o preparación de exámenes. Esto se perpetúa por una cultura meritocrática que mide el mérito a través de las pruebas, y el ingreso a la universidad, la escuela de posgrado y el servicio gubernamental se decide completamente por las pruebas. Esto también ha llevado a un respeto notable por los títulos de las universidades del país, como la Universidad Nacional de Singapur (NUS) o la Universidad Tecnológica de Nanyang (NTU), que son ampliamente reconocidas en todo el mundo.
Como tal, universidades como NUS y NTU también se clasifican constantemente dentro de las 20 mejores universidades del mundo y son consideradas como las mejores universidades de Asia-Pacífico por las clasificaciones de QS World University.

### Defensa Nacional
Singapur invoca un "concepto de defensa nacional de toda la sociedad" denominado Defensa Total. En 1967, el servicio militar obligatorio o Servicio Nacional (NS) fue adoptado oficialmente por el gobierno para las Fuerzas Armadas de Singapur (SAF), haciéndolo obligatorio para todos los ciudadanos varones y residentes permanentes que hayan cumplido 18 años a menos que estén médicamente exentos. El gobierno de Singapur sintió que era necesario construir una fuerza militar sustancial para defenderse de los países vecinos hostiles, y en ese momento solo tenía alrededor de 1,000 soldados regulares. También explicó que países como Suiza y Corea del Sur también practican el servicio militar obligatorio por razones similares.
Además, su razón de ser se basaba en varios factores. En primer lugar, debido a que Singapur tiene una población de solo unos 5,5 millones, un ejército exclusivamente de regulares no sería práctico para defender el país. En segundo lugar, se supone que la idea del Servicio Nacional apoya la armonía racial entre las razas que viven en el país, que se compone principalmente de comunidades chinas, malayas e indias. En general, el servicio militar obligatorio en Singapur sigue mostrando un fuerte apoyo entre los singapurenses.

### Paz y progreso
Los conceptos de democracia, paz, progreso, justicia e igualdad están consagrados como estrellas en la bandera nacional de Singapur. Además, Singapur ha sido constantemente clasificado como uno de los 10 mejores del mundo y el más alto de Asia en el Índice de paz global.

### Armonía racial
Singapur es un país laico. Las principales religiones de Singapur son el budismo, el cristianismo, el islam, el taoísmo y el hinduismo. El gobierno hace mucho hincapié en el respeto por las diferentes religiones y creencias personales.
Para demostrar la importancia de impartir conocimientos sobre la armonía racial a los jóvenes, las escuelas de Singapur celebran el Día de la Armonía Racial el 21 de julio de cada año. Los estudiantes vienen a la escuela vestidos con diferentes trajes étnicos y algunas clases preparan presentaciones relacionadas con la armonía racial.

## Festivales
Los principales días festivos reflejan la diversidad racial mencionada, incluido el Año Nuevo chino, el Día budista de Vesak, el Eid ul-Fitr musulmán (conocido localmente por su nombre malayo Hari Raya Puasa) y el Diwali hindú (conocido localmente por su nombre tamil Deepavali). Los cristianos constituyen una minoría grande y en rápido crecimiento, y el día de Navidad, el Viernes Santo y el día de Año Nuevo también son días festivos.
El 9 de agosto, Singapur celebra el aniversario de su independencia con una serie de eventos, incluido el Desfile del Día Nacional, que es la ceremonia principal. El primer Desfile del Día Nacional, que se celebró en 1966, se llevó a cabo en Padang en el centro de la ciudad.
En 2003, se inauguró Esplanade - "Teatros en la bahía", un centro de artes escénicas. La Explanada también se conoce como "El Durian", debido a su parecido con la fruta. The Arts House en Old Parliament Lane también ha apoyado las artes escénicas locales en los últimos años. Nanyang Academy of Fine Arts (NAFA) y LASALLE College of the Arts son las dos principales instituciones artísticas que ofrecen programas de tiempo completo para las artes escénicas en Singapur.

## Gastronomía
En los Hawker centre s de Singapur, por ejemplo, tradicionalmente omalayo "hawker" los puestos también venden chino y tamil comida. Los puestos de chino pueden introducir ingredientes malayos, técnicas de cocina o platos completos en su gama de catering.
Los habitantes de Singapur también disfrutan de una amplia variedad de mariscos que incluyen cangrejos, almejas, calamares y ostras. Un plato favorito es el mantarraya asado y servido en hoja de plátano y con sambal (chile), y cangrejo con chile, uno de los platos nacionales de Singapur.

### Hawker centre
Los hawker centres han sido considerados la fuerza impulsora detrás de la popularidad de la cocina de Singapur. En 2016, dos puestos de comida de Singapur, ambos ubicados en centros de vendedores ambulantes, se convirtieron en los primeros vendedores ambulantes de comida en recibir una estrella Michelin por la excelencia en la comida. Los dos puestos son Hong Kong Soya Sauce Chicken Rice and Noodle (no relacionado con Hong Kong) y Hill Street Tai Hwa Pork Noodle.
En 2019, Singapur presentó su nominación para inscribir su cultura ambulante en la Lista Representativa del Patrimonio Cultural Inmaterial de la Humanidad de la UNESCO. La inscripción se anunció el 16 de diciembre de 2020, cuando la UNESCO describió el centro de vendedores ambulantes de Singapur como "'comedores comunitarios' donde personas de diversos orígenes se reúnen y comparten la experiencia de cenar durante el desayuno, el almuerzo y la cena".

### Galería

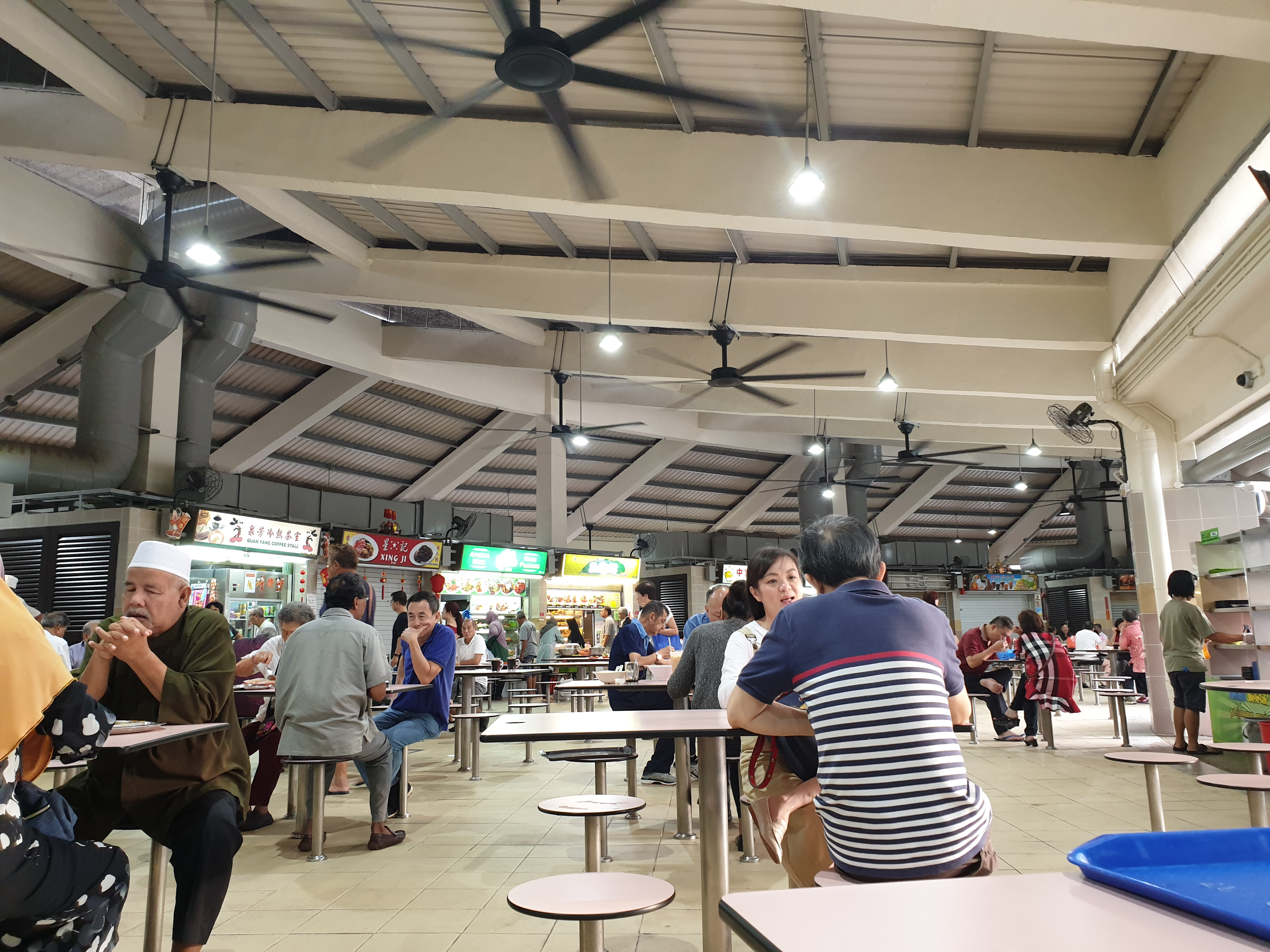
Un "hawker centre" en Singapur
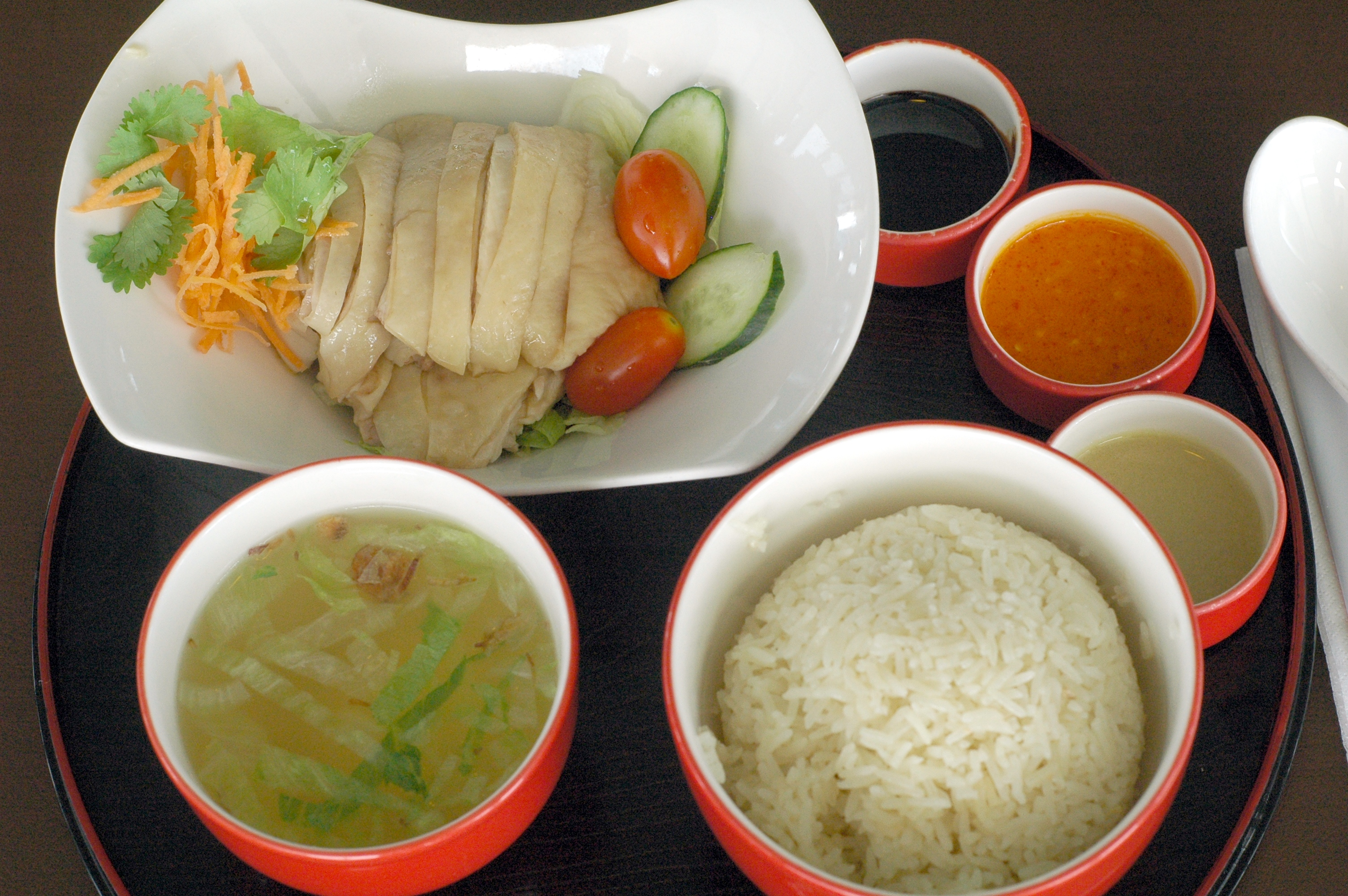
Pollo con arroz de Hainan, conocido como uno de los platos nacionales de Singapur
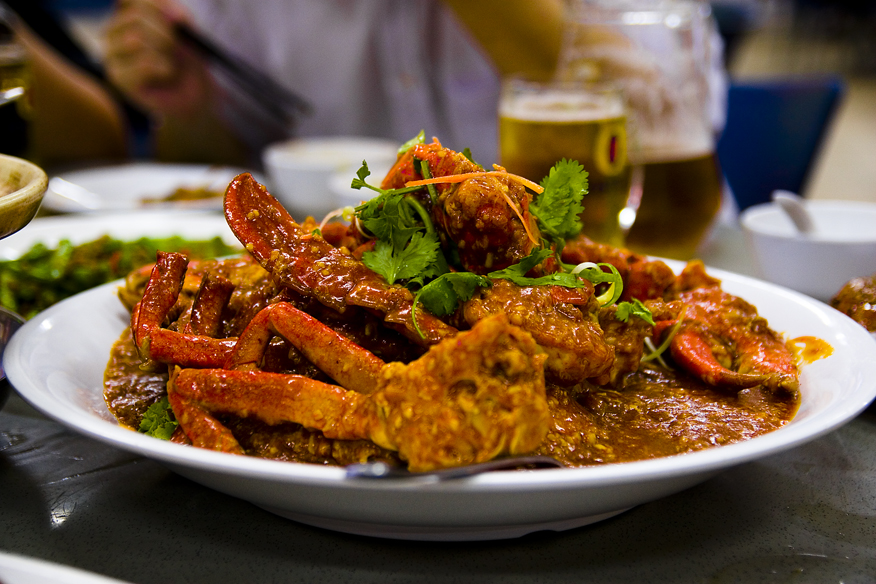
Cangrejo de chile, inventado en Singapur
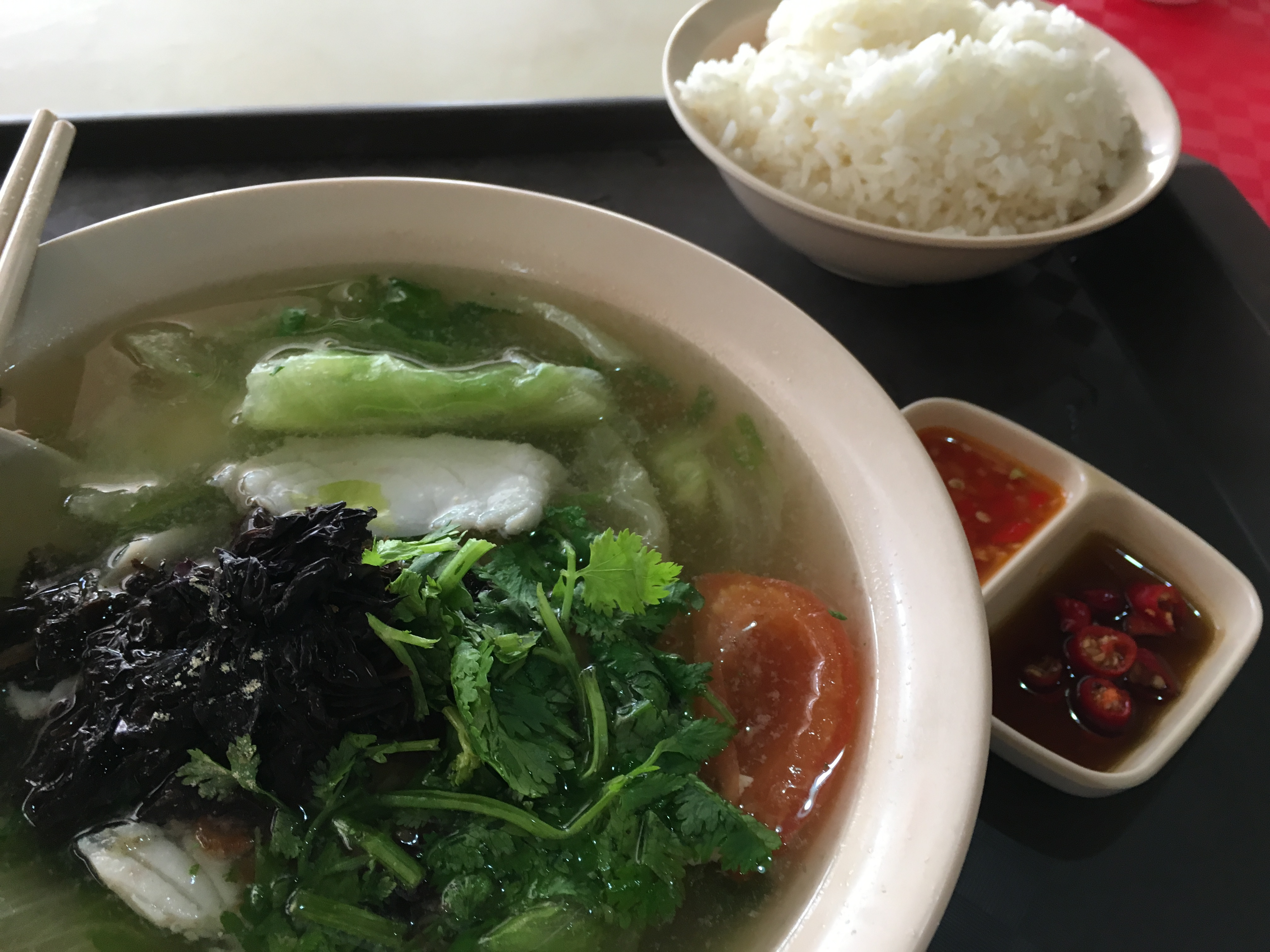
Sopa de pescado en rodajas, considerada una "opción más saludable" por los singapurenses. Este plato también es similar al "bee hoon" de sopa de pescado y, como su nombre indica, se come con "bee hoon", también conocido como fideos de arroz.
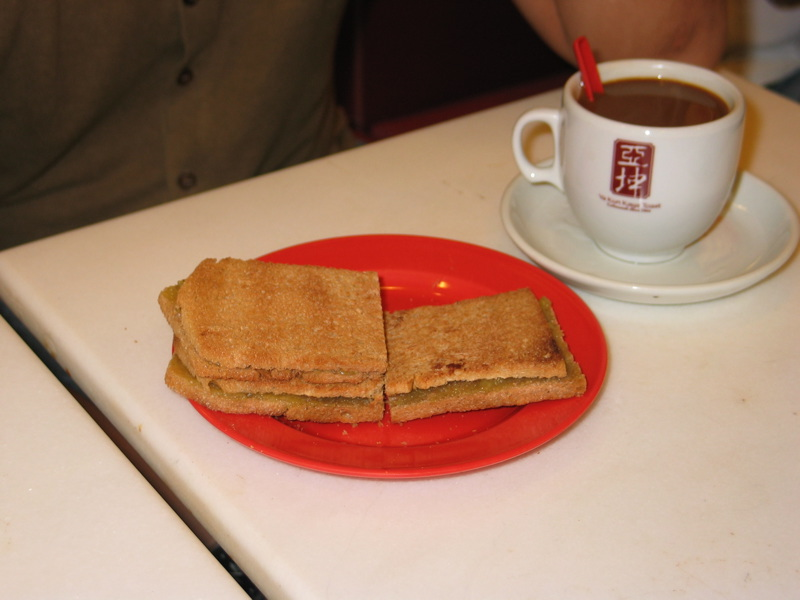
Tostadas Kaya, un plato común de desayuno en Singapur
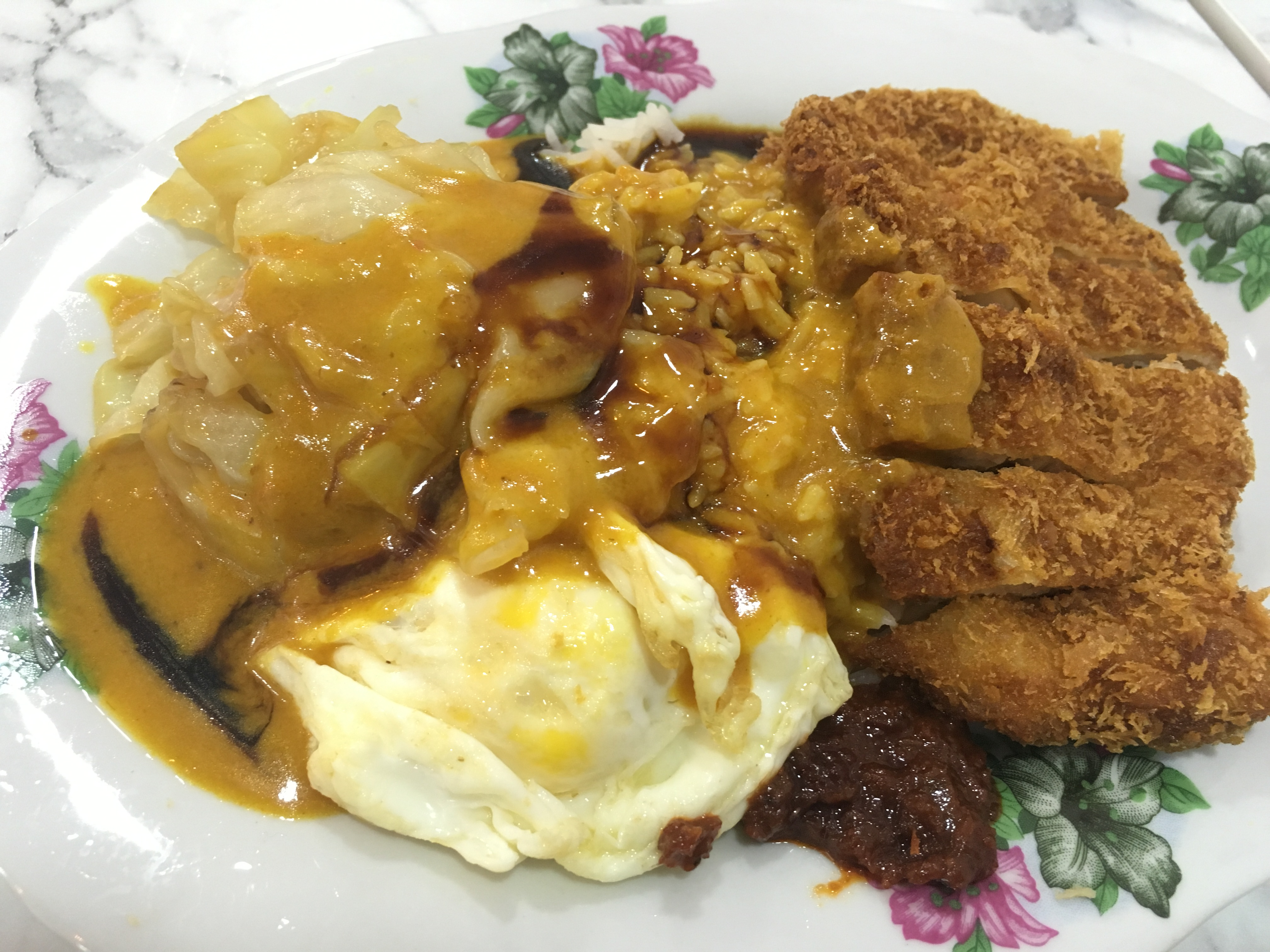
El arroz al curry de Hainan, a pesar de su nombre, se origina en la cocina de Singapur y no forma parte de la cocina de Hainan, ya que el plato no se originó en Hainan ni está disponible allí, similar al plato de arroz con pollo.
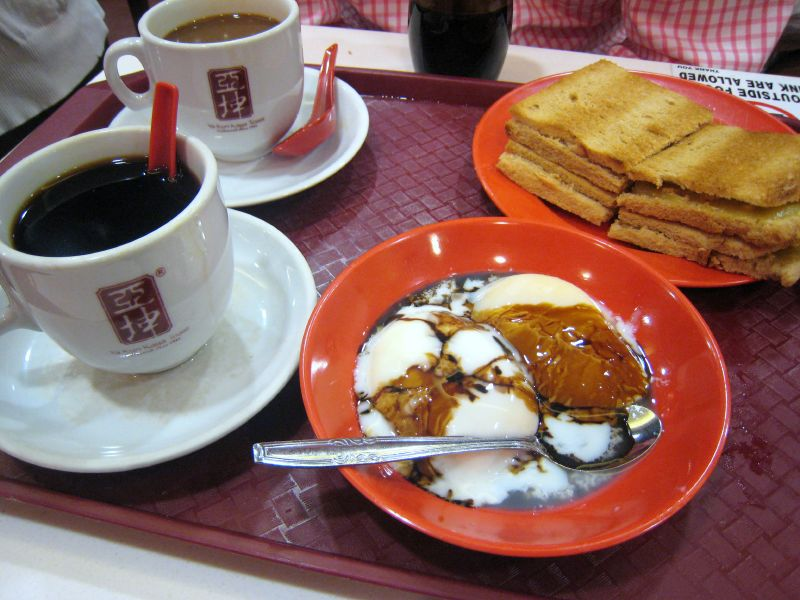
Tazas de Kopi, un tipo de café originario de Singapur. Por lo general, va junto con tostadas Kaya o huevos a medio cocer como una opción popular para el desayuno
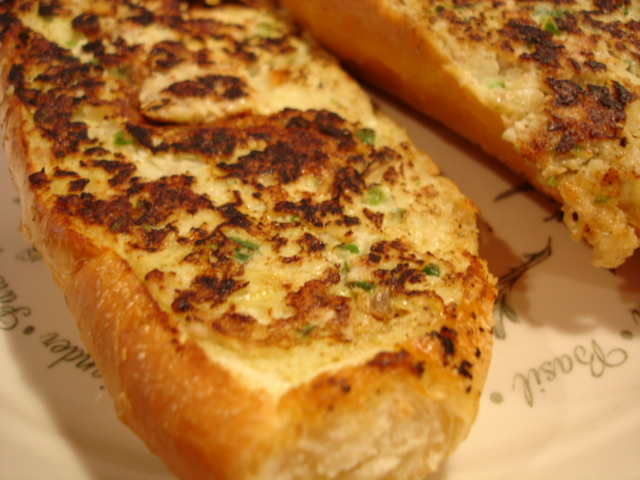
Roti john, un plato de sándwich de tortilla de Singapur que se encuentra más comúnmente en los "hawker centres".

## Idiomas
Muchos singapurenses son bilingües. La mayoría habla inglés de Singapur y otro idioma, por lo general mandarín, malayo, tamil o inglés coloquial de Singapur (singlés). El inglés estándar de Singapur es prácticamente el mismo que el inglés británico en la mayoría de los aspectos gramaticales y ortográficos, aunque existen algunas diferencias en el vocabulario y otras menores en la ortografía debido a la americanización; por ejemplo, la palabra 'swap' se escribe comúnmente 'swop', como es habitual en The Straits Times, su periódico nacional.
Todos los singapurenses estudian inglés como primer idioma en las escuelas, en el marco del sistema de educación local obligatorio, y su lengua materna como segundo idioma. Por lo tanto, la mayoría de los singapurenses son efectivamente bilingües, especialmente los jóvenes de la sociedad actual. Hay cuatro idiomas principales en uso en Singapur.
El idioma "nacional" de Singapur es el malayo. Esto es en reconocimiento al pueblo malayo como comunidad indígena en Singapur, aunque la mayoría de los singapurenses hoy en día no habla malayo. El malayo se usa en el himno nacional, el lema nacional y los comandos de instrucción de desfiles militares. El tamil es un idioma oficial, ya que una pluralidad de asiáticos del sur en Singapur son tamiles étnicos del sur de la India y Sri Lanka. Sin embargo, los indios del norte también son frecuentes en Singapur, especialmente los sij que hablan el idioma punjabi. Si bien la mayoría de los chinos singapurenses son descendientes de inmigrantes del sur de China que hablaban una variedad de idiomas regionales, es el idioma chino mandarín del norte el que es oficial en Singapur, aunque los dialectos como Hokkien y Cantonés todavía prevalecen en la generación anterior de chinos.

## Parques

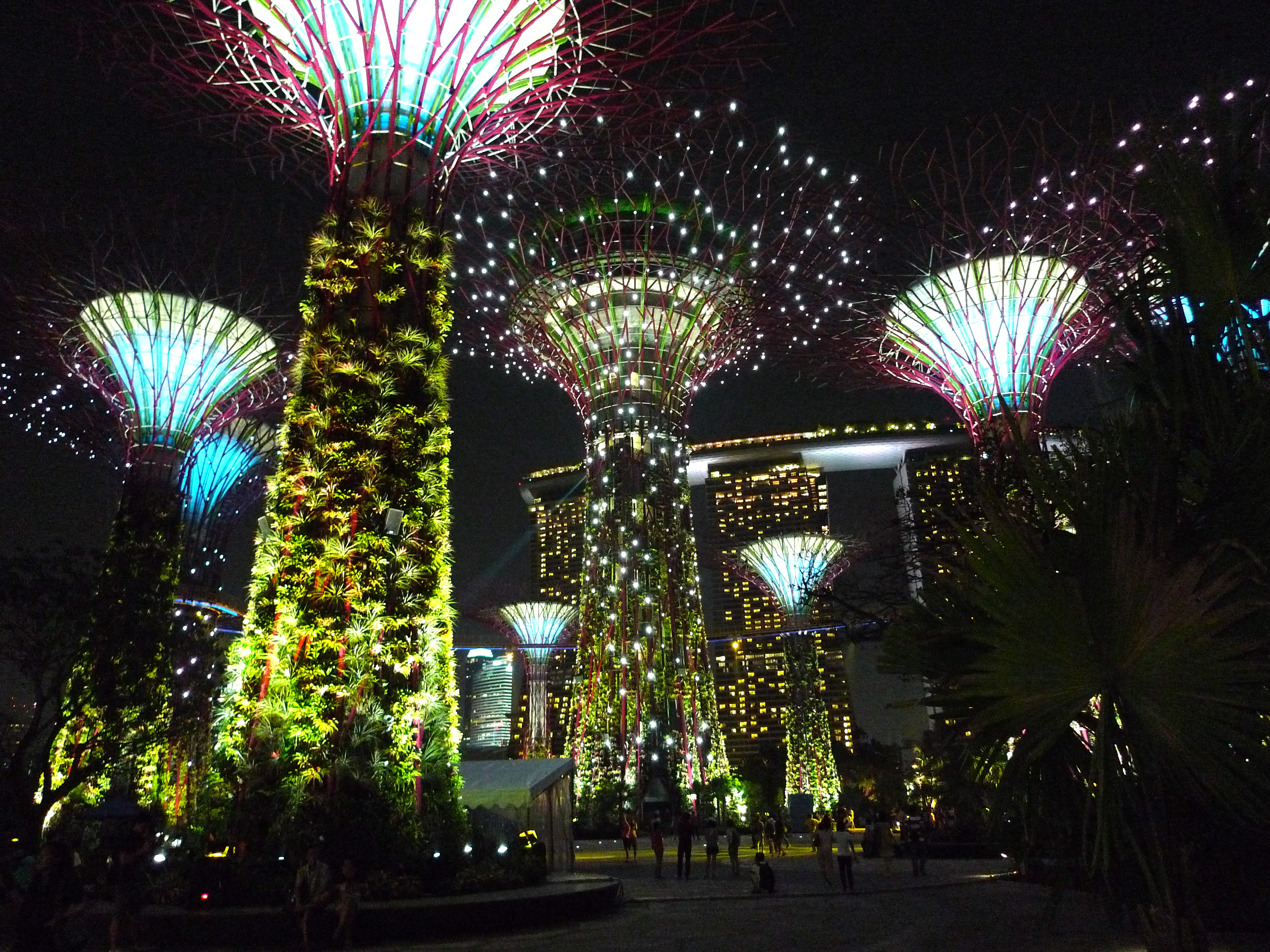
El Supertree Grove en "Gardens by the Bay"

Los jardines y la jardinería tienen un lugar especial en la cultura y la política de Singapur. Históricamente, todo esto se atribuye oficialmente a Lee Kuan Yew, quien aparentemente encabezó esta filosofía en 1963 y más significativamente en 1967 después de la independencia. La visión de la "ciudad jardín" fue concebida para transformar Singapur en una ciudad con abundante vegetación exuberante y un medio ambiente limpio a fin de hacer la vida más agradable para los singapurenses.
También se preveía que la presencia de abundante vegetación en un entorno limpio de basura significaría que Singapur era una ciudad y un país bien organizados y, por tanto, un buen destino tanto para los turistas como para las inversiones extranjeras.
En una rara entrevista con Monty Don que se muestra en la serie de televisión La vuelta al mundo en 80 jardines, Lee Kuan Yew revela que, después de visitar otras grandes ciudades asiáticas como Bangkok, Tokio y Taipéi, temía que Singapur se convirtiera en otra jungla de cemento y por eso decidió que se abriesen jardines y parques por todas partes e hizo de esto una prioridad del gobierno.

## Religión
La religión en Singapur se caracteriza por una diversidad de creencias y prácticas religiosas debido a su diversa mezcla étnica de pueblos originarios de varios países. Un análisis del Pew Research Center concluyó que Singapur es la nación con mayor diversidad religiosa del mundo.
La religión más seguida en Singapur es el budismo, con un 33,2 % de la población residente que se declara adherente en el censo más reciente (2015). La gran mayoría de los budistas en Singapur son chinos, y el 42,29 % de la población de etnia china en Singapur se declara budista en el censo más reciente (2015). Sin embargo, también hay un número considerable de grupos étnicos no chinos en Singapur que practican el budismo, como los japoneses, cingaleses, birmanos y tailandeses.
En 2015, el 18,5 % de los singapurenses no tenía afiliación religiosa. Los singapurenses no religiosos se encuentran en varios grupos étnicos y todos los ámbitos de la vida en la ciudad-estado diversa y multicultural. La comunidad no religiosa de Singapur en sí es muy diversa, y muchos se autodenominan ateos, agnósticos, librepensadores, humanistas, laicistas, teístas o escépticos. Además, hay algunas personas que rechazan las etiquetas religiosas pero aún practican rituales tradicionales como el culto ancestral.
El número de personas no religiosas en Singapur ha aumentado gradualmente a lo largo de las décadas. Los informes del censo muestran que quienes dijeron no tener religión aumentaron del 13 % en 1980 al 17 % en 2010. En los últimos años, las reuniones sociales de personas no religiosas se están volviendo populares en Singapur. El Encuentro de Humanismo de Singapur es una importante red de 400 humanistas seculares, librepensadores, ateos y agnósticos. En octubre de 2010, la Humanist Society (Singapur) se convirtió en el primer grupo humanista en ser catalogado como sociedad.

## Sitios del Patrimonio Mundial Cultural

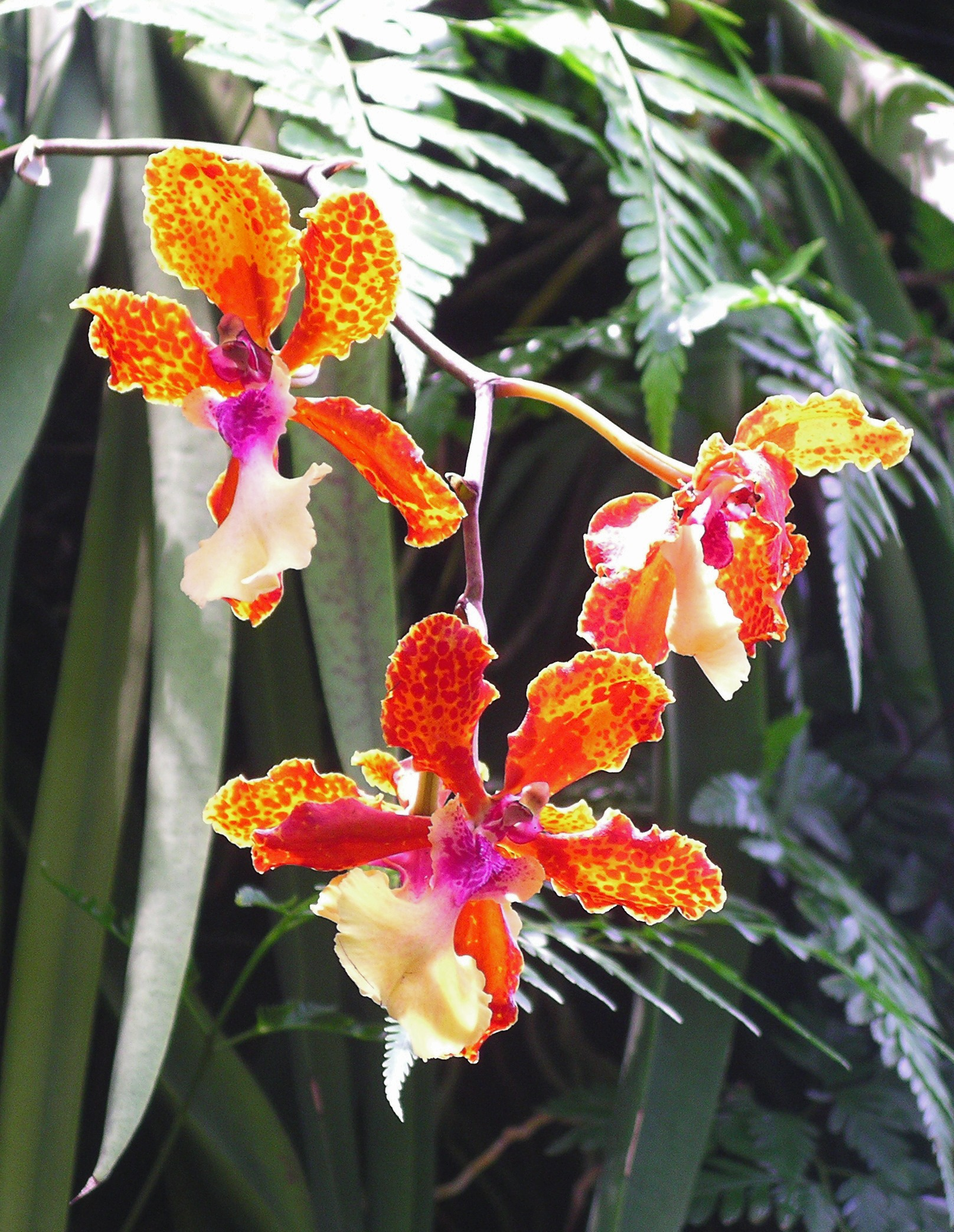
Orquídeas en los jardines botánicos

### Orquídeas en los jardines botánicos
Fundado en 1859 por una sociedad agro-hortícola, los Jardines Botánicos de Singapur desempeñaron un papel fundamental en el auge del comercio de caucho en el país a principios del siglo XX, cuando su primer director científico dirigió la investigación sobre el cultivo de la planta. Al perfeccionar la técnica de extracción de caucho que todavía se utiliza hoy en día y al promover su valor económico para los plantadores de la región, la producción de caucho se expandió rápidamente. En su apogeo en la década de 1920, Singapur acaparó la mitad de la producción mundial de látex. Hoy en día, el Jardín Botánico de Singapur es uno de los tres jardines, y el único jardín tropical del mundo, que ha sido reconocido como Patrimonio de la Humanidad por la UNESCO.
Al principio de la independencia de la nación, la experiencia de los Jardines Botánicos de Singapur ayudó a transformar la isla en una Ciudad Jardín tropical, una imagen y un apodo por los que la nación es ampliamente conocida. En 1981, la orquídea trepadora híbrida, Vanda Miss Joaquim, fue elegida como flor nacional de la nación. La "diplomacia de las orquídeas" de Singapur honra a los jefes de Estado, dignatarios y celebridades visitantes, al nombrar a sus mejores híbridos en su honor; estos se muestran en sus populares "Jardines de orquídeas VIP".

## Símbolos, banderas y emblemas

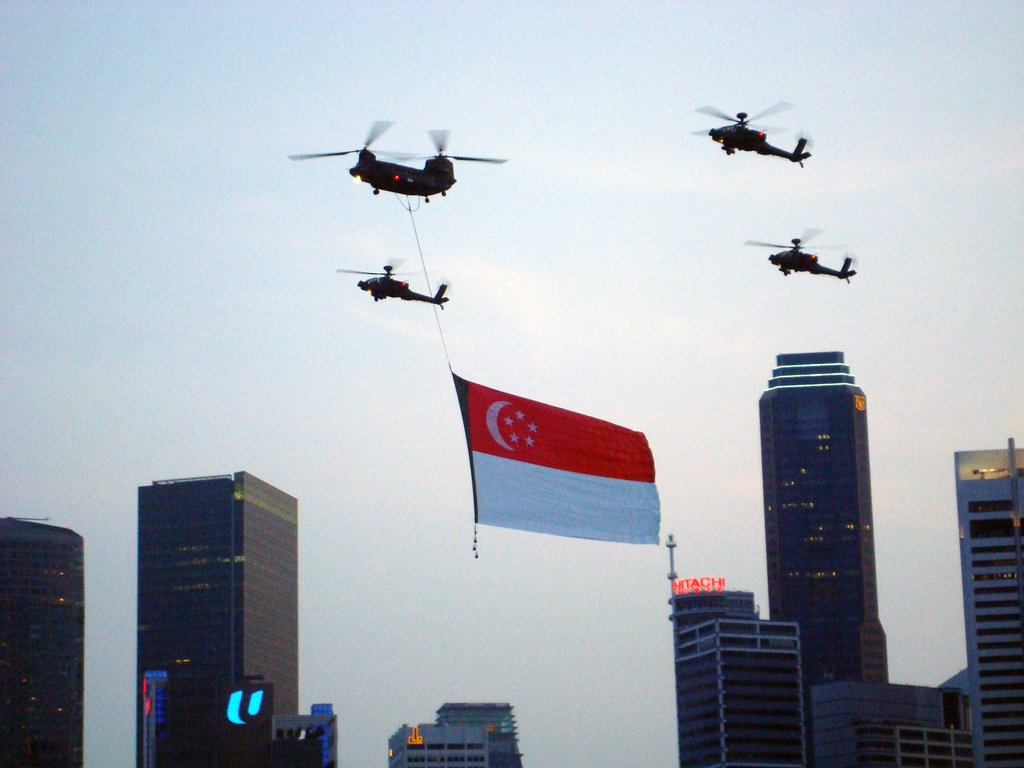
La bandera de Singapur ondeando en helicópteros chinook durante un desfile del Día Nacional

Singapur tiene varios símbolos nacionales. La Bandera Nacional de Singapur se ha utilizado desde 1959, cuando el país ganó por primera vez el autogobierno. El simbolismo detrás de la bandera consiste en sus elementos; el rojo simboliza la "hermandad universal y la igualdad del hombre", y el blanco simboliza "la pureza y la virtud penetrantes y eternas". La creciente luna creciente representa una "nación joven en ascenso". Las cinco estrellas representan los ideales de la nación de "democracia, paz, progreso, justicia e igualdad".
El Merlion es la personificación nacional de Singapur. Representado como una criatura mítica con la cabeza de un león y el cuerpo de un pez, es de una naturaleza simbólica prominente para Singapur y los singapurenses en general. El cuerpo de Merlion simboliza los humildes comienzos de Singapur como pueblo de pescadores cuando se llamaba Temasek, que proviene de la misma raíz que la palabra tasek, que significa "lago" en malayo. Su cabeza representa el nombre original de Singapur, Singapura, o "Ciudad León" en malayo. Las estatuas de Merlion se pueden encontrar en varios lugares del país, y generalmente están orientadas hacia el este, ya que se cree que es una dirección que trae prosperidad. Esa orientación se mantuvo cuando una estatua fue reubicada en 2002 en el Merlion Park, ubicado en el área de Marina Bay.
La Papilionanthe Miss Joaquim, coloquialmente conocida como Vanda Miss Joaquim, sirve como emblema floral y flor nacional del país. Como orquídea híbrida, se eligió para representar la singularidad y la cultura híbrida de Singapur.

## Zonas étnicas
Aunque los enclaves étnicos ya no existen en Singapur, el país tiene varios barrios étnicos distintos debido a influencias históricas, como Katong, Kampong Glam, Geylang Serai, Chinatown y Little India. Estos vecindarios son ampliamente accesibles por transporte público, especialmente por Metro de Singapur o MRT.
Tanto Geylang Serai como Kampong Glam son los puntos focales de los malayos en Singapur.  Un centro del patrimonio malayo en Kampung Glam muestra la historia y la exposición cultural de los malayos, que son indígenas de la tierra. Ambas áreas cuentan con un Bazar Hari Raya de un mes anual, durante el mes de ayuno del Ramadán. Esto es patrocinado por malayos y también por otras razas.
En Katong vivían también los peranakan, y la identidad del barrio está determinada por su arquitectura única: coloridas casas comerciales de dos pisos, bungalows coloniales, intrincados motivos y baldosas de cerámica. Fue designada como área de conservación del patrimonio nacional por el gobierno de Singapur en 1993.
Little India es conocida y patrocinada por todas las razas de la población por sus thalis, "buffets" del sur de la India que son vegetarianos y se sirven en las tradicionales hojas de plátano.
El barrio chino de Singapur es un barrio que presenta elementos culturales claramente chinos y una población étnica china históricamente concentrada. Chinatown se encuentra dentro del distrito más grande de Outram.
Tales antiguos enclaves étnicos similares a los que se ven en las principales ciudades de muchos países occidentales son en gran parte inexistentes. Los "enclaves" remanentes como Little India, Chinatown y Kampong Glam son ahora principalmente centros comerciales para sus respectivos grupos étnicos y se conservan por razones históricas y culturales. La Junta de Desarrollo de la Vivienda aplica la Política de Integración Étnica (EIP) para "preservar la identidad multicultural de Singapur y promover la integración y la armonía racial" y establece proporciones para cada grupo étnico en cada urbanización.